# Cerro Gordo (Illinois)
Cerro Gordo es una villa ubicada en el condado de Piatt en el estado estadounidense de Illinois. En el Censo de 2010 tenía una población de 1403 habitantes y una densidad poblacional de 704,42 personas por km².

## Geografía
Cerro Gordo se encuentra ubicada en las coordenadas 39°53′23″N 88°44′5″O / 39.88972, -88.73472. Según la Oficina del Censo de los Estados Unidos, Cerro Gordo tiene una superficie total de 1.99 km², de la cual 1.99 km² corresponden a tierra firme y (0%) 0 km² es agua.

## Demografía
Según el censo de 2010, había 1403 personas residiendo en Cerro Gordo. La densidad de población era de 704,42 hab./km². De los 1403 habitantes, Cerro Gordo estaba compuesto por el 98.29% blancos, el 0.5% eran afroamericanos, el 0.5% eran amerindios, el 0.07% eran asiáticos, el 0% eran isleños del Pacífico, el 0% eran de otras razas y el 0.64% pertenecían a dos o más razas. Del total de la población el 0.86% eran hispanos o latinos de cualquier raza.